# Kanton Maillezais
Kanton Maillezais (fr. Canton de Maillezais) je francouzský kanton v departementu Vendée v regionu Pays de la Loire. Tvoří ho 11 obcí.

## Obce kantonu
- Benet
- Bouillé-Courdault
- Damvix
- Doix
- Liez
- Maillé
- Maillezais
- Le Mazeau
- Saint-Pierre-le-Vieux
- Saint-Sigismond
- Vix